# 横田柳几
横田柳几（よこた りゅうき、享保元年（1716年） - 天明8年2月9日（1788年3月5日））は、江戸時代中期の俳人。鴻巣宿石橋町（現・鴻巣市本町6丁目）の酒造家に生まれ、これを生業とする。本名、横田盛英（八代目）。通称、三九郎。
若い時より俳諧を学び、伊勢国の麦林舎中川乙由の門下となり、布袋庵の号を授けられる。のちにその高弟佐久間柳居に師事して、布袋庵柳几と号する。旅を好み、「つくば紀行」などの紀行文を残している。ほかに「百花集」、「大和耕作集」などの著書がある。宝暦3年（1763年）、芭蕉70年忌の追善興業で布袋庵に20数名が集まり、1日千句を詠んだ。
明和4年（1767年）の振袖火事により彼の住む布袋庵も類焼し、多くが灰燼に帰してしまう。天明7年に前に詠んだ千句を集めて勝願寺に芭蕉忌千句塚を建立した。翌年、73歳で没する。
辞世の句は、「老いらくの　寝こころもよく　春の雨」。墓所は勝願寺。養子の横田柳也（布袋庵二世）も俳人。

## 門人
- 福島東雄（俳号杉夕）
- 松村篁雨
- 府川志風（桶川宿本陣）
- 山崎碩茂（上尾宿）